# Anthroleucosomatidae
Anthroleucosomatidae es una familia de milpiés. Sus 31 géneros reconocidos se distribuyen por el Paleártico.

## Géneros
Se reconocen los siguientes:
- Acanthophorella Antić & Makarov, 2016
- Adshardicus Golovatch, 1981
- Alpinella Antić & Makarov, 2016
- Anamastigogona Silvestri, 1897
- Anamastigona Silvestri, 1898
- Anthroleucosoma Verhoeff, 1899
- Antrodicus Gulička, 1967
- Balkandicus Strasser, 1960
- Banatosoma Ćurčić & Makarov, 2000
- Belbogosoma Ćurčić & Makarov, 2008
- Brachychaetosoma Antić & Makarov, 2016
- Bulgardicus Strasser, 1960
- Bulgarosoma Verhoeff, 1926
- Caucaseuma Strasser, 1970
- Caucasominorus Antić & Makarov, 2016
- Coiffaiteuma Mauriès, 1964
- Cryptacanthophorella Antić & Makarov, 2016
- Dacosoma Tabacaru, 1967
- Dazbogosoma Makarov & Ćurčić, 2012
- Dentatosoma Antić & Makarov, 2016
- Egonpretneria Strasser, 1966
- Enghoffiella Antić & Makarov, 2016
- Flagellophorella Antić & Makarov, 2016
- Georgiosoma Antić & Makarov, 2016
- Golovatchosoma Antić & Makarov, 2016
- Hellasdiscus Verhoeff, 1940
- Herculina Antić & Makarov, 2016
- Heteranthroleucosoma Ceuca, 1964
- Heterocaucaseuma Antić & Makarov, 2016
- Krueperia Verhoeff, 1900
- Leschius Shear & Leonard, 2004
- Osmandicus Strasser, 1960
- Paeonisoma Verhoeff, 1932
- Paranotosoma Antić & Makarov, 2016
- Paraprodicus Verhoeff, 1940
- Persedicus Mauriès, 1982
- Perunosoma Ćurčić & Makarov, 2007
- Pseudoflagellophorella Antić & Makarov, 2016
- Ratcheuma Golovatch, 1985
- Rhodoposoma Ćurčić & Makarov, 2000
- Scutogona Ribaut, 1913
- Serbosoma Ćurčić & Makarov, 2000
- Stygiosoma Gulička, 1967
- Svarogosoma Makarov, 2003
- Troglodicus Gulička, 1967
- Vegrandosoma Antić & Makarov, 2016